# Augrabies Falls
Augrabies Falls – wodospad na rzece Oranje, w Prowincji Przylądkowej Północnej, w Południowej Afryce, na terenie Parku Narodowego Augrabies Falls. Ogólna wysokość wodospadu wynosi 56 m. Niektóre źródła podają wysokość 146 m, która jest liczona od dna kanionu do szczytu ścian, a nie samego wodospadu. Miejscowy lud Khoikhoi nazywa go „Ankoerebis”, co znaczy „miejsce wielkich hałasów”. Od tej miejscowej nazwy Burowie, którzy tu później przybyli, nadali wodospadowi dzisiejszą nazwę „Augrabies”.
Rekordowe przepływy przez wodospad zanotowano w czasie powodzi w 1988 roku – 7800 m³/s – i 6800 m³/s w 2006 roku. Było to ponad 3 razy więcej od średniego przepływu przez wodospad Niagara w okresie największych opadów, wynoszącego ok. 2400 m³/s. 
Kanion przy wodospadzie Augrabies Falls ma głębokość 240 m i długość 18 km. Jest on przykładem erozji granitu.

## Galeria

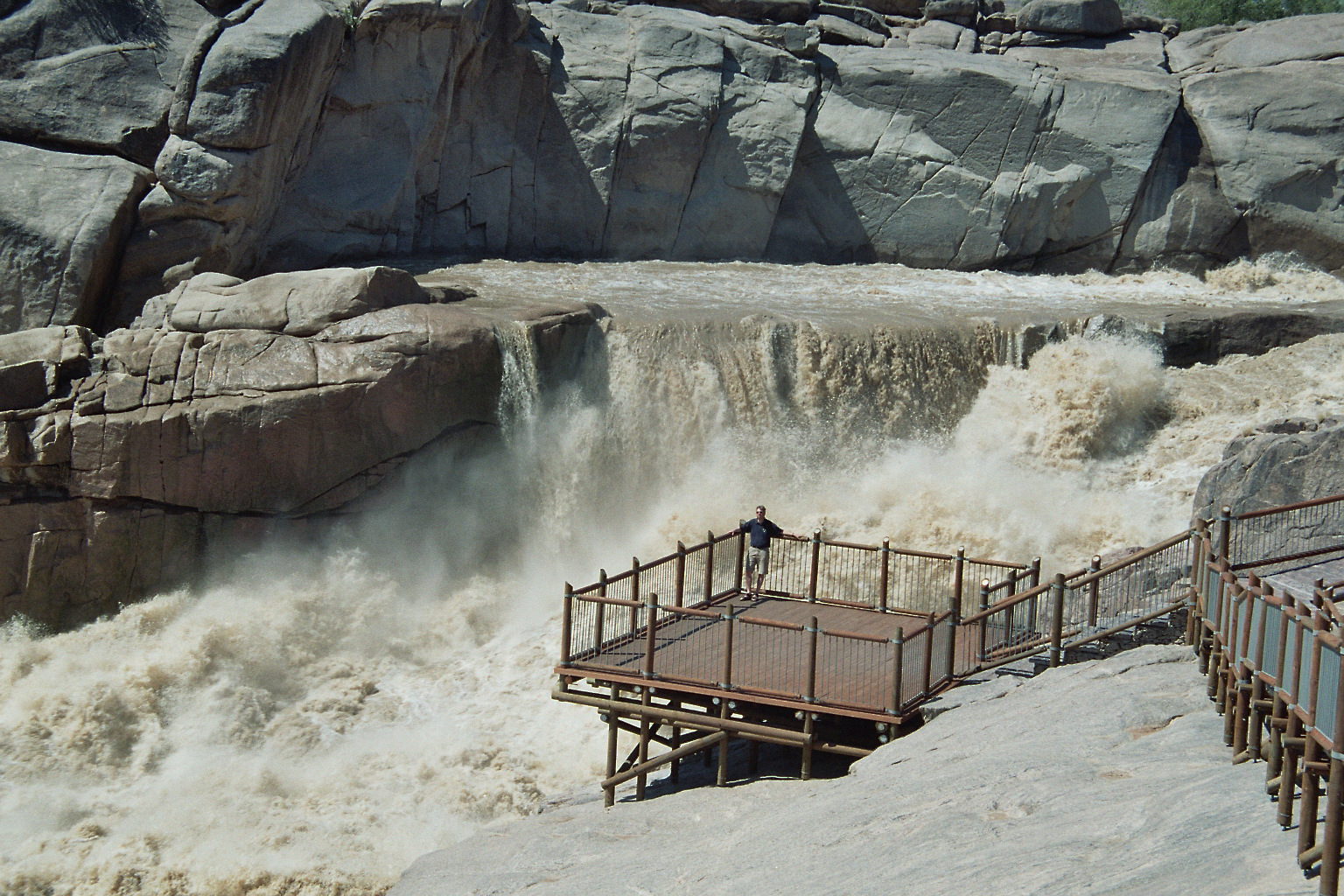
Wodospad w czasie powodzi
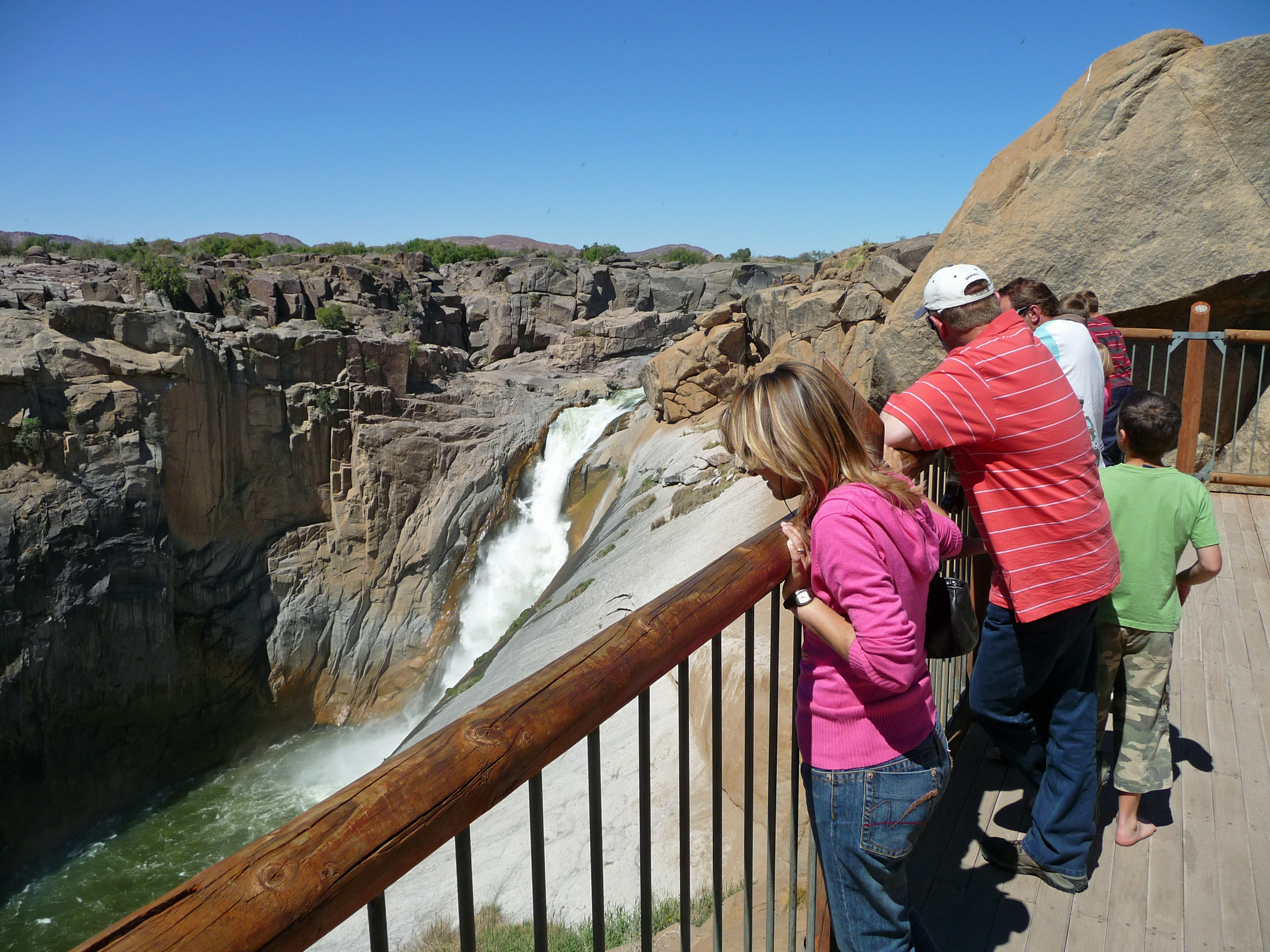
Wodospad z platformy widokowej
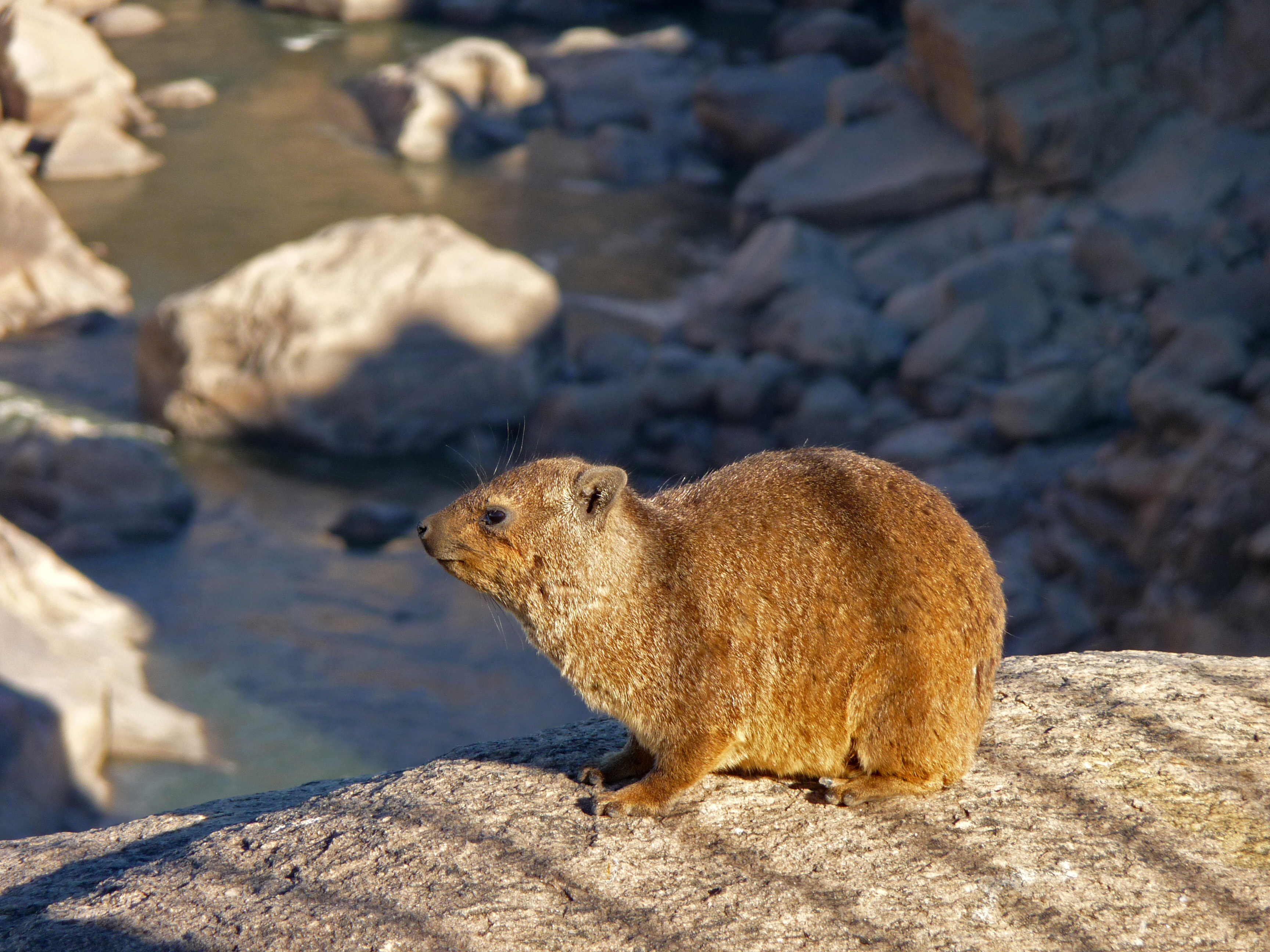
Góralek przylądkowy
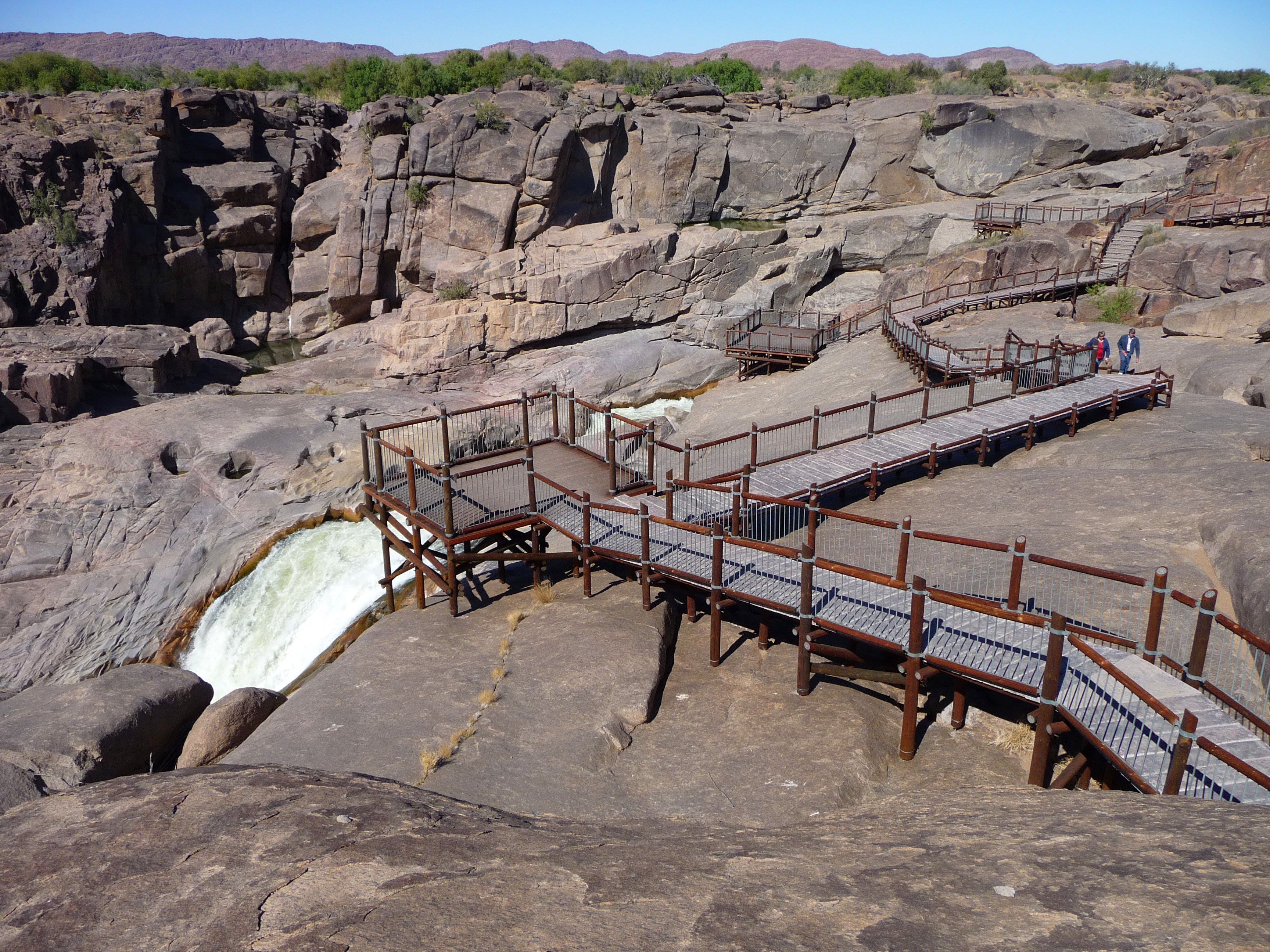
Pomosty przy wodospadzie
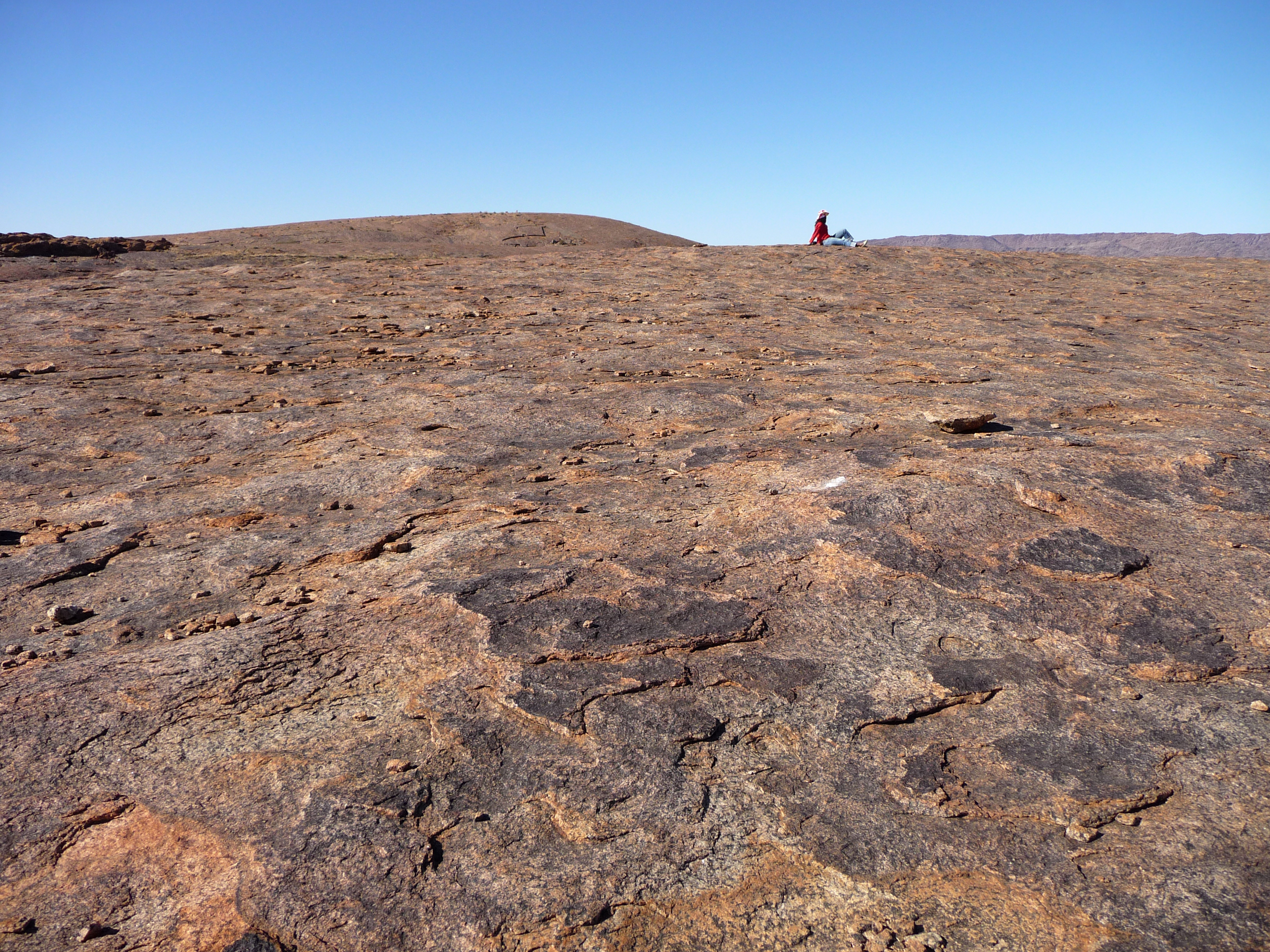
Moon Rocks
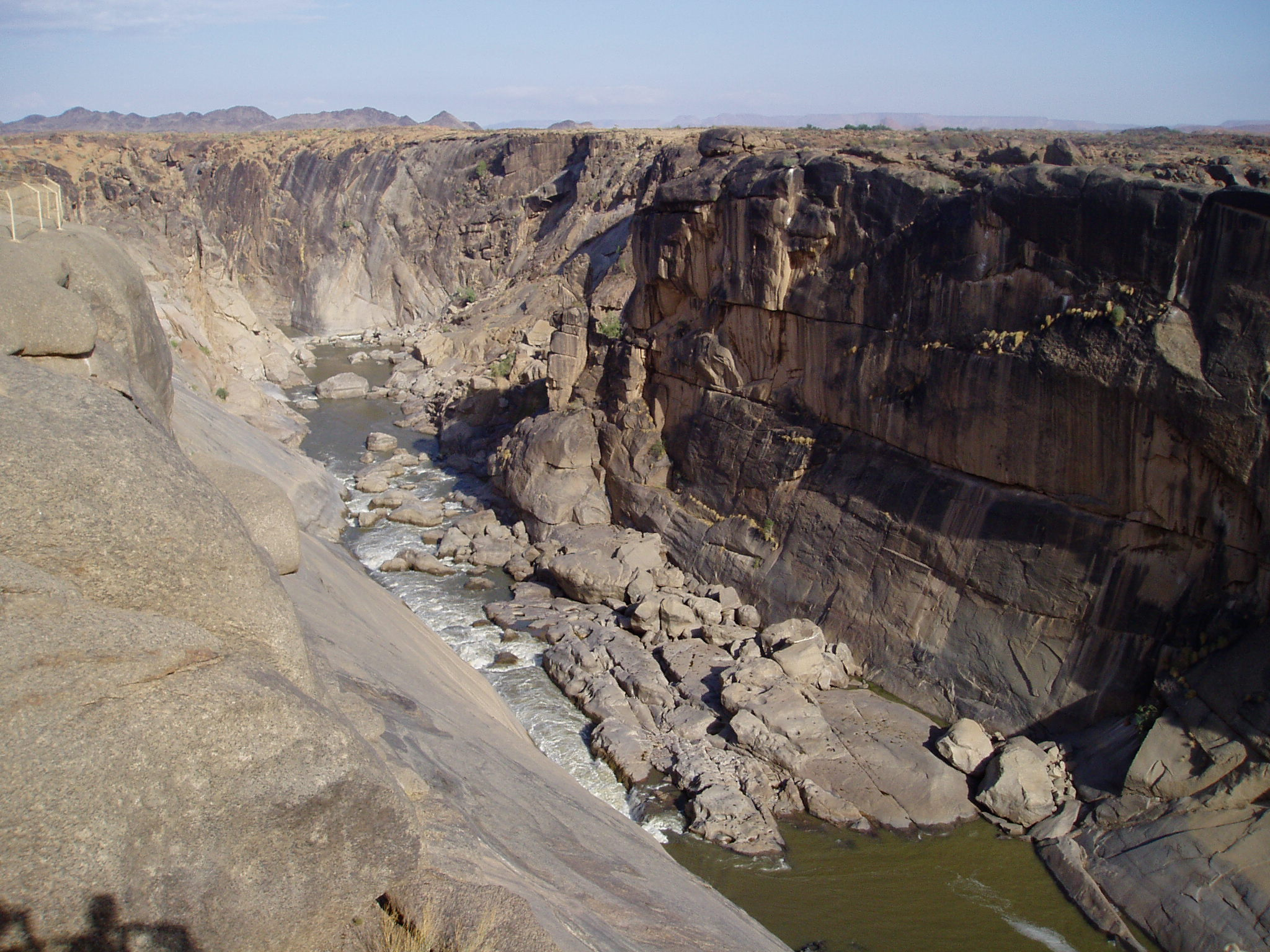
Wodospad w porze suchej